# Азизбекова, Пюста Азизага кызы
Пюста (Пюстаханум) Азизага кызы Азизбекова (азерб. Püstə Əzizağa qızı Əzizbəyova, 29 декабря 1929, Баку — 8 января 1998, Баку) — азербайджанский историк, доктор исторических наук (1961), профессор (1962), академик Академии наук Азербайджанской ССР (1989). Директор Музея истории Азербайджана (1961—1998). Народный депутат СССР от Бакинского Азизбековского национально-территориального избирательного округа № 199 Азербайджанской ССР.

## Биография
Родилась 29 декабря 1929 года в Баку в семье Азизаги Азизбекова, сына Мешади Азизбекова. По национальности — азербайджанка. Окончила Азербайджанский государственный университет имени С. М. Кирова (ныне в здании размещён Азербайджанский государственный экономический университет).
В годы Великой Отечественной войны часто навещала раненых в госпитале, размещавшемся тогда в здании университета.
Член КПСС.
Была членом постоянной Комиссии Совета Национальностей Верховного Совета СССР по вопросам развития культуры, языка, национальных и интернациональных традиций, охраны исторического наследия.
С 1955 по 1961 год — директор отдела советской эпохи Музея истории Азербайджана. С 1961— директор Музея истории Азербайджана. Будучи директором, создала при музее впервые в Азербайджане группу подводных археологов, которой руководил работник музея В. Квачидзе.
Была одним из исследователей истории Коммунистический партии и истории становления социализма в Азербайджане. Член Комитета советских женщин (1968) и Американской ассоциации музеев (1964).
Награждена орденом «Знак Почёта».
Скончалась 8 января 1998 года в Баку. Похоронена на Аллее почётного захоронения в Баку.

## Работы
- Азизбекова П., Мнацаканян А., Траскунов М. Советская Россия и борьба за установление и упрочение власти Советов в Закавказье. — Баку: Азербайджанское гос. изд-во, 1969.
- Азизбекова П. А. Государственная деятельность Мешади Азизбекова (к 100-летию со дня рождения) // Известия Академии наук Азербайджанской ССР.: Серия истории, философии и права. — Баку, 1976.
- Азизбекова П. А. Иван Фиолетов: биографический очерк. — Баку: Азербайджанское гос. изд-во, 1984. — 211 с.